# ポニ県
ポニ県(フランス語：Poni)はブルキナファソの南西部地方の県。県都はガウア。2006年の人口は約25.4万人。

## 行政区画

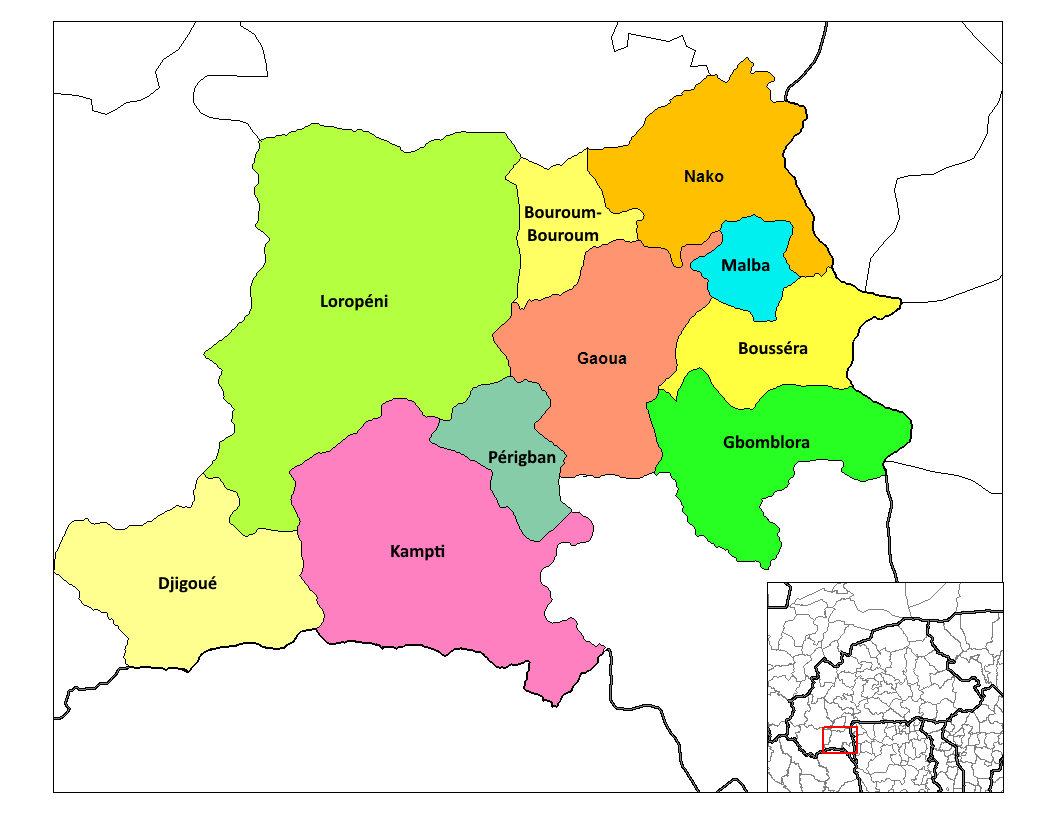
ポニ県の郡

- ブルム・ブルム（英語版）郡
- ジグエ（英語版）郡
- ガウア郡
- グボンブロラ（英語版）郡
- カンティ（英語版）郡
- ロロペニ（英語版）郡
- マルバ（英語版）郡
- ナコ郡（英語版）
- ペリグバン（英語版）郡

## 地理
- 北：ブグリバ県
- 北東：イオバ県
- 東：ガーナ
- 南東：ヌンビエル県
- 南：コートジボワール
- 西：コモエ県

## 観光地

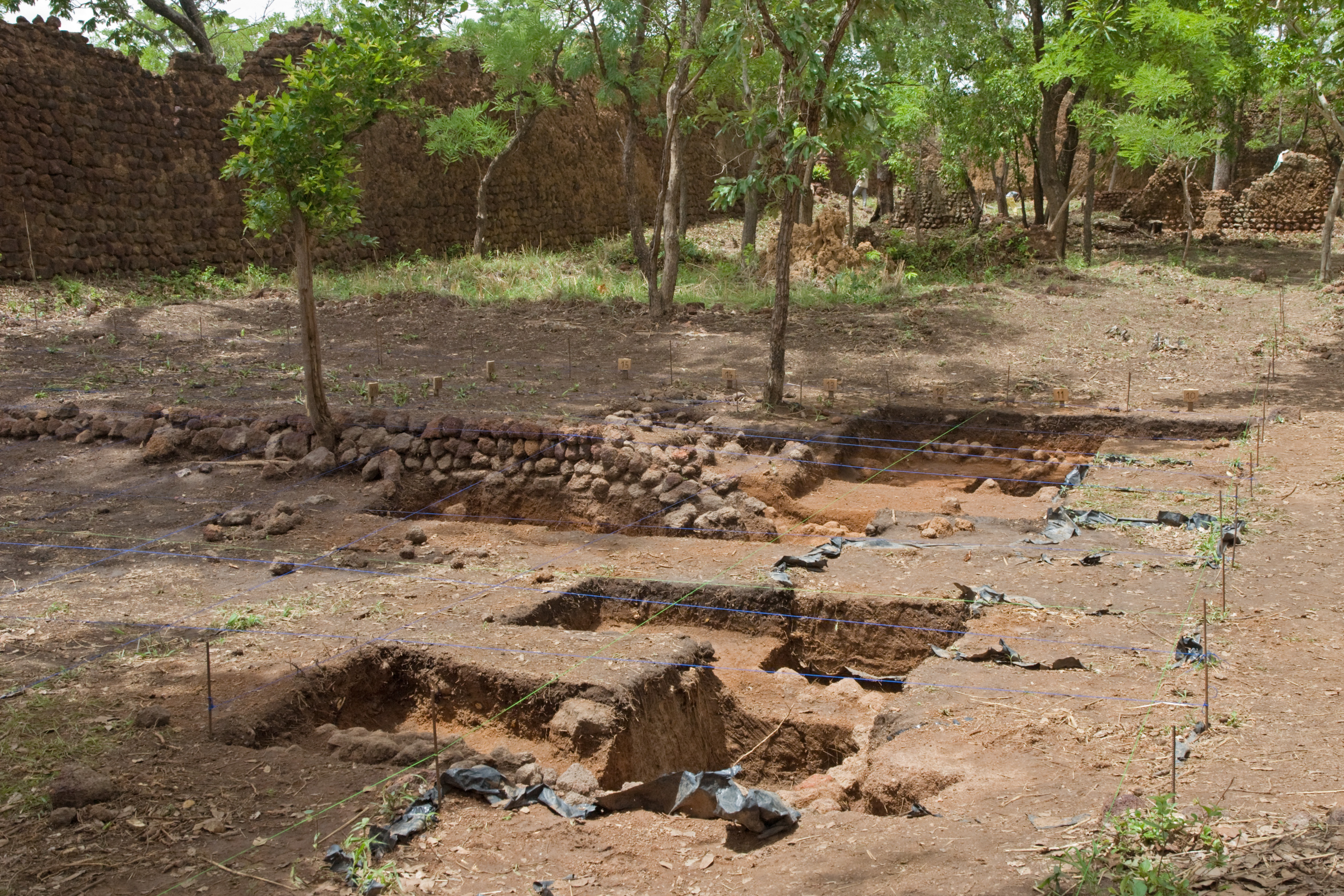
ロロペニ遺跡

2009年にブルキナファソで初めてUNESCO世界遺産に登録されたロロペニの遺跡群がある。